# Retribution World Tour
Retribution World Tour —en español: Gira mundial retribución— es la vigésima tercera gira mundial de conciertos de la banda británica de heavy metal Judas Priest, en promoción al disco Angel of Retribution de 2005. Comenzó el 23 de febrero de 2005 en el recinto Valbyhalle de Copenhague en Dinamarca y culminó el 3 de diciembre del mismo año en el Ice Hall de Vilna en Lituania. Gracias a la extensa gira les permitió tocar por primera vez en Chile, Rusia, Letonia, Estonia, Lituania y Ucrania.

## Antecedentes
Se inició el 23 de febrero en Dinamarca, cuyos fanáticos fueron los primeros en escuchar las canciones «Judas Rising», «Revolution» y «Hellrider», incluso antes de la publicación oficial en Europa de Angel of Retribution, que ocurrió cinco días después.
A lo largo de la extensa gira contaron con varios artistas como teloneros, por ejemplo durante su visita a los países escandinavos y Alemania tuvieron a In Flames como artista invitado, y durante los conciertos por el Reino Unido la banda alemana Scorpions les abría los conciertos. En abril cuando iniciaron la gira por Europa Continental, tuvieron a Paradise Lost como teloneros en ciertas presentaciones. Por su parte, en mayo comenzaron una serie de presentaciones por los Estados Unidos y Canadá, donde los estadounidenses Queensrÿche tuvieron la oportunidad de abrir sus conciertos.
El 1 de septiembre comenzaron en México su visita por algunos países de Latinoamérica, que contó como artista invitado a sus compatriotas Whitesnake y que además les permitió tocar por primera vez en Santiago de Chile. Ya a fines de septiembre y durante el mes de octubre, realizaron su segunda parte por Norteamérica con Anthrax como telonero. Finalmente en los últimos días de noviembre tocaron por primera vez en los países bálticos, Ucrania y Rusia, cuya última presentación se llevó a cabo en Vilna, capital de Lituania.

## Grabaciones
En mayo Judas Priest dio ocho conciertos por Japón, dos de los cuales se realizaron en el recinto Nippon Budokan de Tokio. Dichas presentaciones fueron escogidas para grabar un DVD, debido al éxito que generó el disco entre sus fanáticos japoneses. A fines de 2005 se publicó el registro audiovisual bajo el nombre de Rising in the East, que de acuerdo a Rob Halford el título era una manera de emular a Unleashed in the East grabado también en el país asiático.

## Lista de canciones
A lo largo de la gira la banda incluyó un solo listado de canciones, que destacó por poseer cinco temas de Angel of Retribution y por contener al menos una pista de cada disco grabado con Rob Halford, a excepción de Rocka Rolla, Defenders of the Faith y Sin After Sin, y que en esencia es el mismo que grabaron para el DVD Rising in the East. Por otro lado la canción «Turbo Lover» no fue tocada en los primeros conciertos, ya que solo se incluyó antes de iniciar los conciertos por Japón. De igual manera en la segunda parte por los Estados Unidos incluyeron a «Solar Angels» y «Desert Plains», ambas del disco Point of Entry, pero solo para las primeras doce presentaciones por mencionado país.

## Fechas
| Fecha                  | País              | Ciudad             | Recinto                               | Notas                                   |
| Europa                 | Europa            | Europa             | Europa                                | Europa                                  |
| ---------------------- | ----------------- | ------------------ | ------------------------------------- | --------------------------------------- |
| 23 de febrero          | Dinamarca         | Copenhague         | Valbyhallen                           | teloneados por In Flames                |
| 25 de febrero          | Suecia            | Karlstad           | Löfbergs Lila Arena                   | teloneados por In Flames                |
| 26 de febrero          | Suecia            | Estocolmo          | Globen Arena                          | teloneados por In Flames                |
| 28 de febrero          | Finlandia         | Oulu               | Oulun Jaahalli                        | teloneados por In Flames                |
| 2 de marzo             | Finlandia         | Tampere            | Hakametsän Jäähalli                   | teloneados por In Flames                |
| 3 de marzo             | Finlandia         | Helsinki           | Hartwall Arena                        | teloneados por In Flames                |
| 5 de marzo             | Suecia            | Gotemburgo         | Scandinavium                          | teloneados por In Flames                |
| 8 de marzo             | Noruega           | Oslo               | Spektrum                              | teloneados por In Flames                |
| 10 de marzo            | Alemania          | Essen              | Grugahalle                            | teloneados por In Flames                |
| 11 de marzo            | Alemania          | Offenbach del Meno | Stadthalle                            | teloneados por In Flames                |
| 13 de marzo            | Alemania          | Múnich             | Zenith                                | teloneados por In Flames                |
| 14 de marzo            | Alemania          | Böblingen          | Sporthalle                            | teloneados por In Flames                |
| 16 de marzo            | Inglaterra        | Londres            | Hammersmith Apollo                    | teloneados por Scorpions                |
| 17 de marzo            | Inglaterra        | Londres            | Hammersmith Apollo                    | teloneados por Scorpions                |
| 19 de marzo            | Inglaterra        | Birmingham         | NEC Arena                             | teloneados por Scorpions                |
| 21 de marzo            | Inglaterra        | Manchester         | Carling Apollo Manchester             | teloneados por Scorpions                |
| 22 de marzo            | Inglaterra        | Manchester         | Carling Apollo Manchester             | teloneados por Scorpions                |
| 24 de marzo            | Irlanda del Norte | Belfast            | Odyssey Arena                         | teloneados por Scorpions                |
| 26 de marzo            | Escocia           | Glasgow            | S.E.C.C.                              | teloneados por Scorpions                |
| 27 de marzo            | Inglaterra        | Newcastle          | Metro Radio Arena                     | teloneados por Scorpions                |
| 28 de marzo            | Inglaterra        | Sheffield          | Hallam FM Arena                       | teloneados por Scorpions                |
| 30 de marzo            | Gales             | Cardiff            | Cardiff International Arena           | teloneados por Scorpions                |
| 31 de marzo            | Inglaterra        | Plymouth           | Plymouth Pavilions                    | teloneados por Scorpions                |
| 2 de abril             | Países Bajos      | Bolduque           | Brabanthallen                         | teloneados por Scorpions                |
| 4 de abril             | Alemania          | Leipzig            | Arena Leipzig                         | teloneados por Paradise Lost            |
| 7 de abril             | República Checa   | Brno               | Hala Rondo Sports Arena               | teloneados por Paradise Lost            |
| 8 de abril             | Austria           | Viena              | Gasómetros                            | teloneados por Paradise Lost            |
| 10 de abril            | Italia            | Milán              | Mazda Palace                          | teloneados por Paradise Lost            |
| 12 de abril            | España            | Madrid             | Palacio de Vistalegre                 |                                         |
| 13 de abril            | Portugal          | Lisboa             | Pavilhão Atlântico                    |                                         |
| 14 de abril            | España            | La Coruña          | Coliseum                              | teloneados por Barón Rojo               |
| 16 de abril            | España            | Zaragoza           | Plaza de toros de Zaragoza            | teloneados por Barón Rojo               |
| 17 de abril            | España            | Barcelona          | Pabellón Olímpico de Badalona         | teloneados por Barón Rojo               |
| Asia                   |                   |                    |                                       |                                         |
| 8 de mayo              | Japón             | Yokohama           | Pacifico Yokohama                     |                                         |
| 10 de mayo             | Japón             | Nagoya             | Nagoya Shimin Kaikan                  |                                         |
| 11 de mayo             | Japón             | Kanazawa           | Koseinenkin Hall                      |                                         |
| 13 de mayo             | Japón             | Hiroshima          | Yubinchokin Hall                      |                                         |
| 14 de mayo             | Japón             | Fukuoka            | Zepp Fukuoka                          |                                         |
| 16 de mayo             | Japón             | Osaka              | Osaka-jō Hall                         |                                         |
| 18 de mayo             | Japón             | Tokio              | Nippon Budokan                        |                                         |
| 19 de mayo             | Japón             | Tokio              | Nippon Budokan                        |                                         |
| Norteamérica           |                   |                    |                                       |                                         |
| 30 de mayo             | Estados Unidos    | Cleveland          | Blossom Music Center                  | teloneados por Queensrÿche              |
| 1 de junio             | Estados Unidos    | Saint Paul         | Xcel Energy Center                    | teloneados por Queensrÿche              |
| 3 de junio             | Estados Unidos    | Tinley Park        | Tweeter Center                        | teloneados por Queensrÿche              |
| 4 de junio             | Estados Unidos    | Detroit            | DTE Energy Music Theatre              | teloneados por Queensrÿche              |
| 5 de junio             | Canadá            | Toronto            | Molson Amphitheatre                   | teloneados por Queensrÿche              |
| 7 de junio             | Estados Unidos    | Darien             | Darien Lake Performing Arts Center    | teloneados por Queensrÿche              |
| 8 de junio             | Estados Unidos    | Manchester         | Verizon Wireless Arena                | teloneados por Queensrÿche              |
| 10 de junio            | Estados Unidos    | Holmdel            | PNC Bank Arts Center                  | teloneados por Queensrÿche              |
| 11 de junio            | Estados Unidos    | Uncasville         | Mohegan Sun Arena                     | teloneados por Queensrÿche              |
| 12 de junio            | Estados Unidos    | Mansfield          | Tweeter Center                        | teloneados por Queensrÿche              |
| 14 de junio            | Estados Unidos    | Scranton           | Ford Pavilion at Montage Mountain     | teloneados por Queensrÿche              |
| 15 de junio            | Estados Unidos    | Hershey            | Giant Center                          | teloneados por Queensrÿche              |
| 17 de junio            | Estados Unidos    | Wantagh            | Tommy Hilfiger at Jones Beach Theater | teloneados por Queensrÿche              |
| 18 de junio            | Estados Unidos    | Camden             | Tweeter Center at Waterfront          | teloneados por Queensrÿche              |
| 19 de junio            | Estados Unidos    | Bristow            | Nissan Pavilion                       | teloneados por Queensrÿche              |
| 21 de junio            | Estados Unidos    | Atlanta            | HiFi Buys Amphitheatre                | teloneados por Queensrÿche              |
| 22 de junio            | Estados Unidos    | Tampa              | Ford Amphitheatre                     | teloneados por Queensrÿche              |
| 23 de junio            | Estados Unidos    | West Palm Beach    | Sound Advice Amphitheater             | teloneados por Queensrÿche              |
| 25 de junio            | Estados Unidos    | San Antonio        | Verizon Wireless Amphitheatre         | teloneados por Queensrÿche              |
| 26 de junio            | Estados Unidos    | Dallas             | Smirnoff Music Center                 | teloneados por Queensrÿche              |
| 28 de junio            | Estados Unidos    | Albuquerque        | Journal Pavilion                      | teloneados por Queensrÿche              |
| 29 de junio            | Estados Unidos    | Denver             | Coors Amphitheatre                    | teloneados por Queensrÿche              |
| 1 de julio             | Estados Unidos    | Reno               | Reno Hilton Amphitheatre              | teloneados por Queensrÿche              |
| 2 de julio             | Estados Unidos    | San Francisco      | Shoreline Amphitheatre                | teloneados por Queensrÿche y Testament  |
| 4 de julio             | Estados Unidos    | Portland           | Clark County Amphitheater             | teloneados por Queensrÿche              |
| 6 de julio             | Estados Unidos    | Seattle            | White River Amphiteatre               | teloneados por Queensrÿche              |
| 8 de julio             | Estados Unidos    | Los Ángeles        | Verizon Wireless Amphiteatre          | teloneados por Queensrÿche              |
| 9 de julio             | Estados Unidos    | Las Vegas          | Mandalay Bay Events Center            | teloneados por Queensrÿche              |
| 10 de julio            | Estados Unidos    | Phoenix            | Cricket Pavilion                      | teloneados por Queensrÿche              |
| Latinoamérica y Caribe |                   |                    |                                       |                                         |
| 1 de septiembre        | México            | Monterrey          | Auditorio Coca-Cola                   | teloneados por Whitesnake               |
| 3 de septiembre        | México            | Ciudad de México   | Palacio de los Deportes               | teloneados por Whitesnake               |
| 6 de septiembre        | Brasil            | Porto Alegre       | Gigantinho                            | teloneados por Whitesnake               |
| 8 de septiembre        | Brasil            | Río de Janeiro     | Claro Hall                            | teloneados por Whitesnake               |
| 9 de septiembre        | Brasil            | São Paulo          | Arena Skol Anhembi                    | teloneados por Whitesnake y Angra       |
| 11 de septiembre       | Argentina         | Buenos Aires       | Estadio Ferrocarril Oeste             | teloneados por Whitesnake y Rata Blanca |
| 13 de septiembre       | Chile             | Santiago de Chile  | Pista Atlética del Estadio Nacional   | teloneados por Whitesnake               |
| 16 de septiembre       | Puerto Rico       | San Juan           | Coliseo Roberto Clemente              | teloneados por Dantesco                 |
| Norteamérica II        |                   |                    |                                       |                                         |
| 25 de septiembre       | Estados Unidos    | Cincinnati         | Riverbend Music Center                | teloneados por Anthrax                  |
| 27 de septiembre       | Estados Unidos    | Champaign          | Assembly Hall                         | teloneados por Anthrax                  |
| 28 de septiembre       | Estados Unidos    | Rockford           | Rockford MetroCentre                  | teloneados por Anthrax                  |
| 29 de septiembre       | Estados Unidos    | Kalamazoo          | Wings Stadium                         | teloneados por Anthrax                  |
| 1 de octubre           | Estados Unidos    | Milwaukee          | U.S. Cellular Arena                   | teloneados por Anthrax                  |
| 2 de octubre           | Estados Unidos    | Moline             | The MARK of the Quad Cities           | teloneados por Anthrax                  |
| 4 de octubre           | Estados Unidos    | Portland           | State Theatre                         | teloneados por Anthrax                  |
| 5 de octubre           | Estados Unidos    | Bridgeport         | Arena at Harbor Yard                  | teloneados por Anthrax y Hatebreed      |
| 7 de octubre           | Estados Unidos    | Lowell             | Tsongas Arena                         | teloneados por Anthrax                  |
| 8 de octubre           | Estados Unidos    | Siracusa           | Landmark Theatre                      | teloneados por Anthrax                  |
| 9 de octubre           | Estados Unidos    | Atlantic City      | Borgata Events Center                 | teloneados por Anthrax                  |
| 11 de octubre          | Estados Unidos    | Poughkeepsie       | Mid Hudson Civic Center               | teloneados por Anthrax                  |
| 12 de octubre          | Canadá            | Montreal           | Centre Bell                           | teloneados por Anthrax                  |
| 14 de octubre          | Canadá            | Ottawa             | Corel Centre                          | teloneados por Anthrax                  |
| 15 de octubre          | Canadá            | London             | John Labatt Centre                    | teloneados por Anthrax                  |
| 18 de octubre          | Canadá            | Winnipeg           | MTS Centre                            | teloneados por Anthrax                  |
| 20 de octubre          | Canadá            | Edmonton           | Rexall Place                          | teloneados por Anthrax                  |
| 21 de octubre          | Canadá            | Calgary            | Pengrowth Saddledome                  | teloneados por Anthrax                  |
| 23 de octubre          | Canadá            | Vancouver          | Coliseo del Pacífico                  | teloneados por Anthrax                  |
| 24 de octubre          | Canadá            | Vernon             | Vernon Multiplex                      | teloneados por Anthrax                  |
| 26 de octubre          | Estados Unidos    | West Valley City   | E Center                              | teloneados por Anthrax                  |
| 28 de octubre          | Estados Unidos    | Kelseyville        | Konocti Harbor                        | teloneados por Anthrax                  |
| 29 de octubre          | Estados Unidos    | San Diego          | San Diego Sports Arena                | teloneados por Anthrax                  |
| 30 de octubre          | Estados Unidos    | Long Beach         | Long Beach Arena                      | teloneados por Anthrax y Rob Zombie     |
| Europa II              |                   |                    |                                       |                                         |
| 24 de noviembre        | Ucrania           | Kiev               | Palacio de los deportes de Kiev       |                                         |
| 27 de noviembre        | Rusia             | Moscú              | Luzhniki Arena                        |                                         |
| 29 de noviembre        | Rusia             | San Petersburgo    | Ledovy Dvorets                        |                                         |
| 1 de diciembre         | Estonia           | Tallin             | Saku Suurhall                         |                                         |
| 2 de diciembre         | Letonia           | Riga               | Kipsala Hall                          |                                         |
| 3 de diciembre         | Lituania          | Vilna              | Utenos Pramogų Arena                  |                                         |

## Conciertos cancelados
- 6 de abril: Katowice ( Polonia), cancelado por la muerte del Papa Juan Pablo II.

## Músicos
- Rob Halford: voz
- K.K. Downing: guitarra eléctrica
- Glenn Tipton: guitarra eléctrica
- Ian Hill: bajo
- Scott Travis: batería